# Snowdon (Galles)
(proverbio gallese)

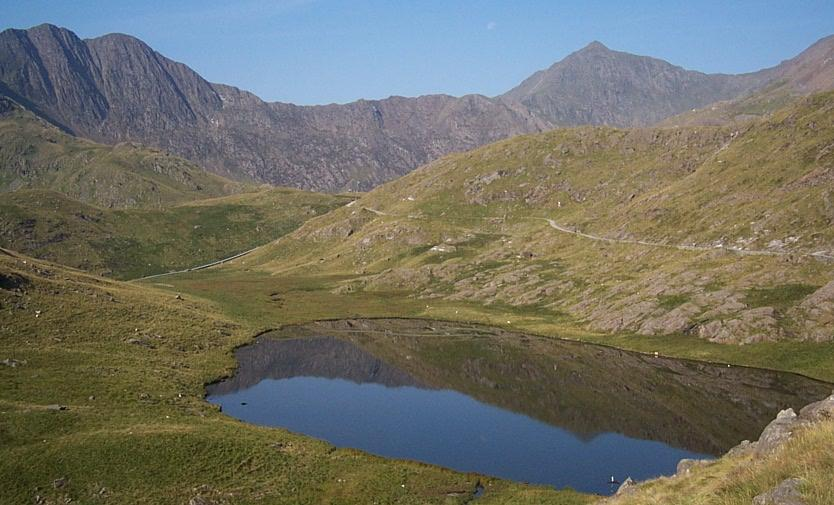
Galles: il monte Snowdon

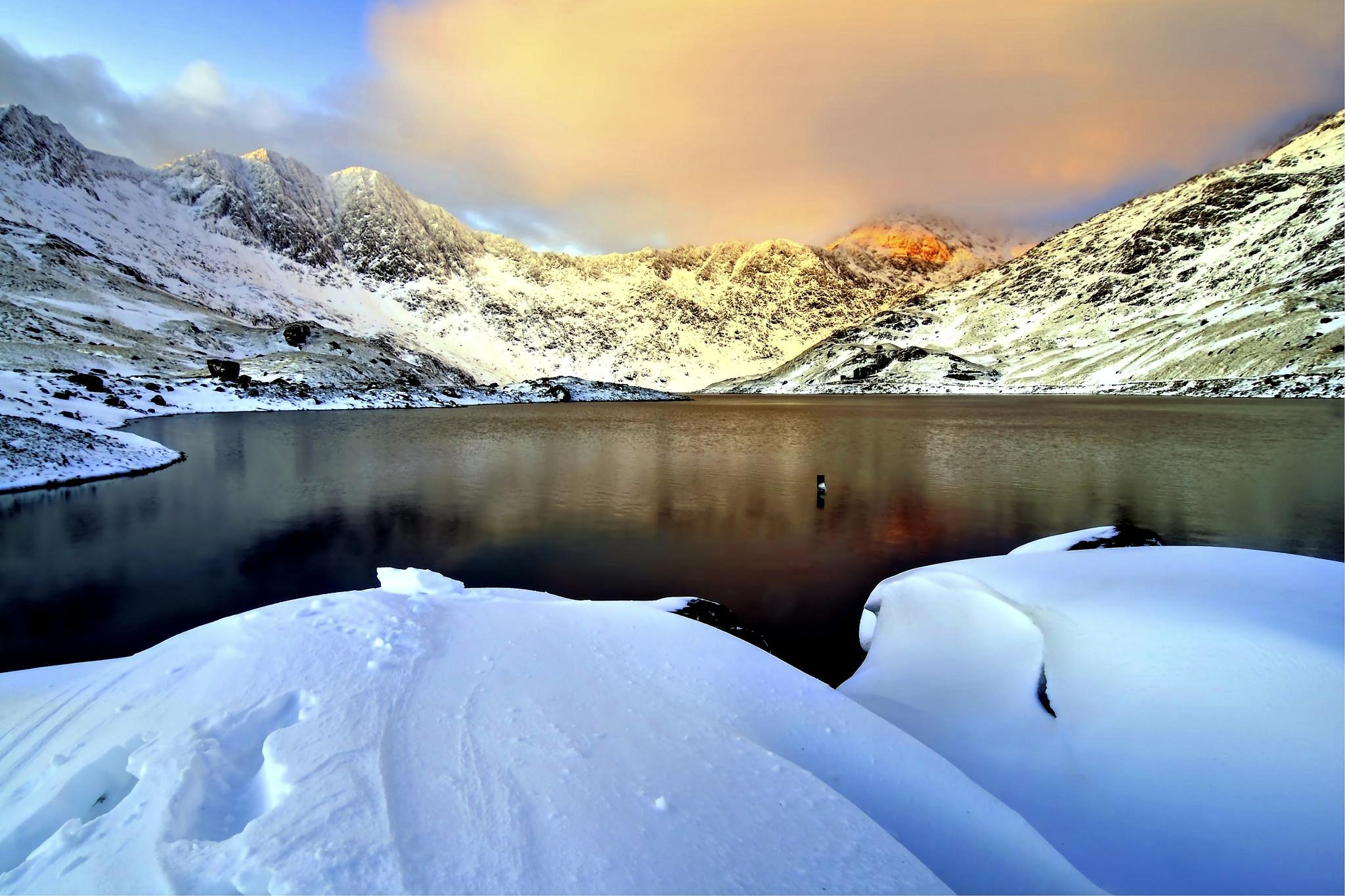
Tramonto sul monte Snowdon innevato

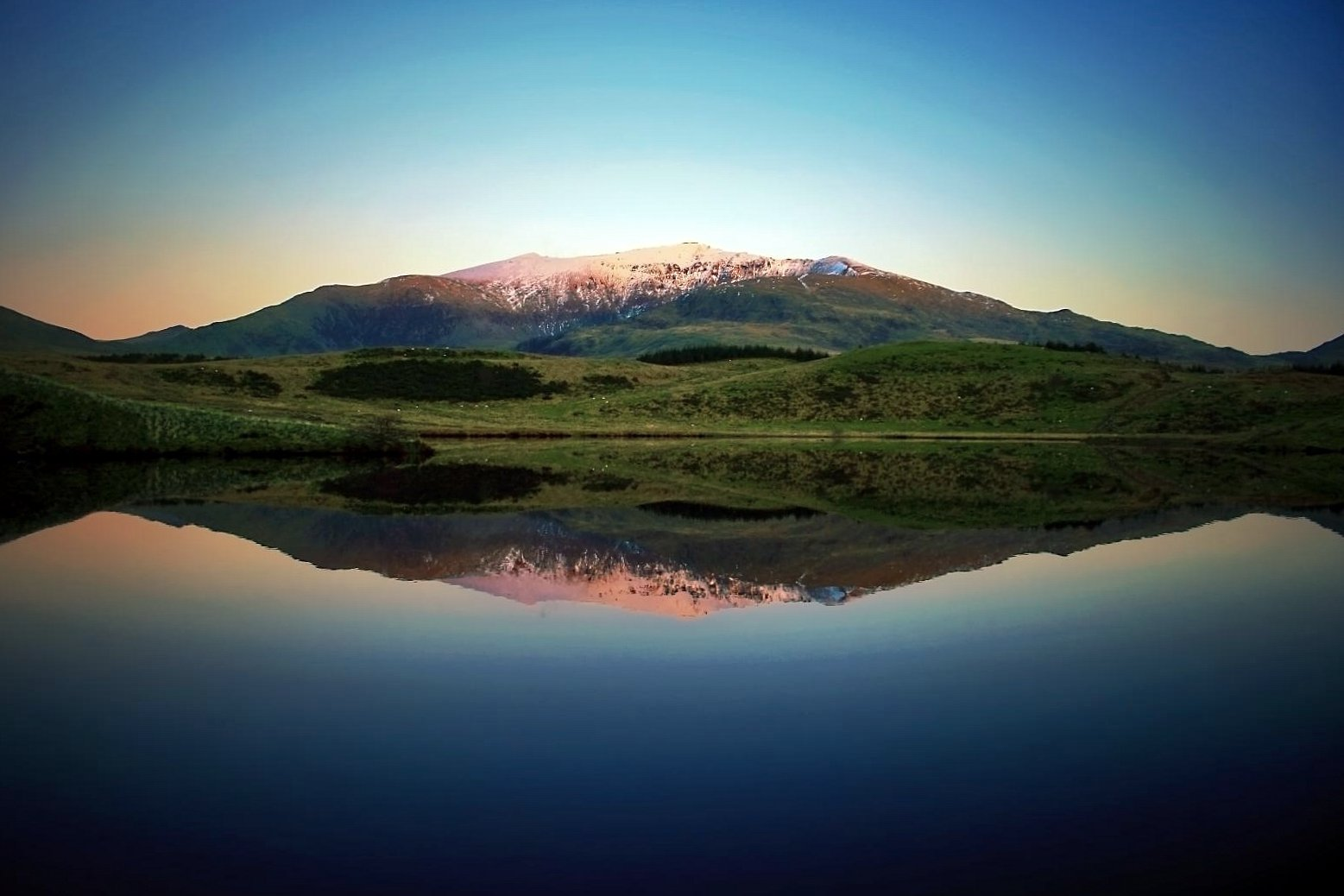
Il monte Snowdon riflesso nelle acque di un lago circostante

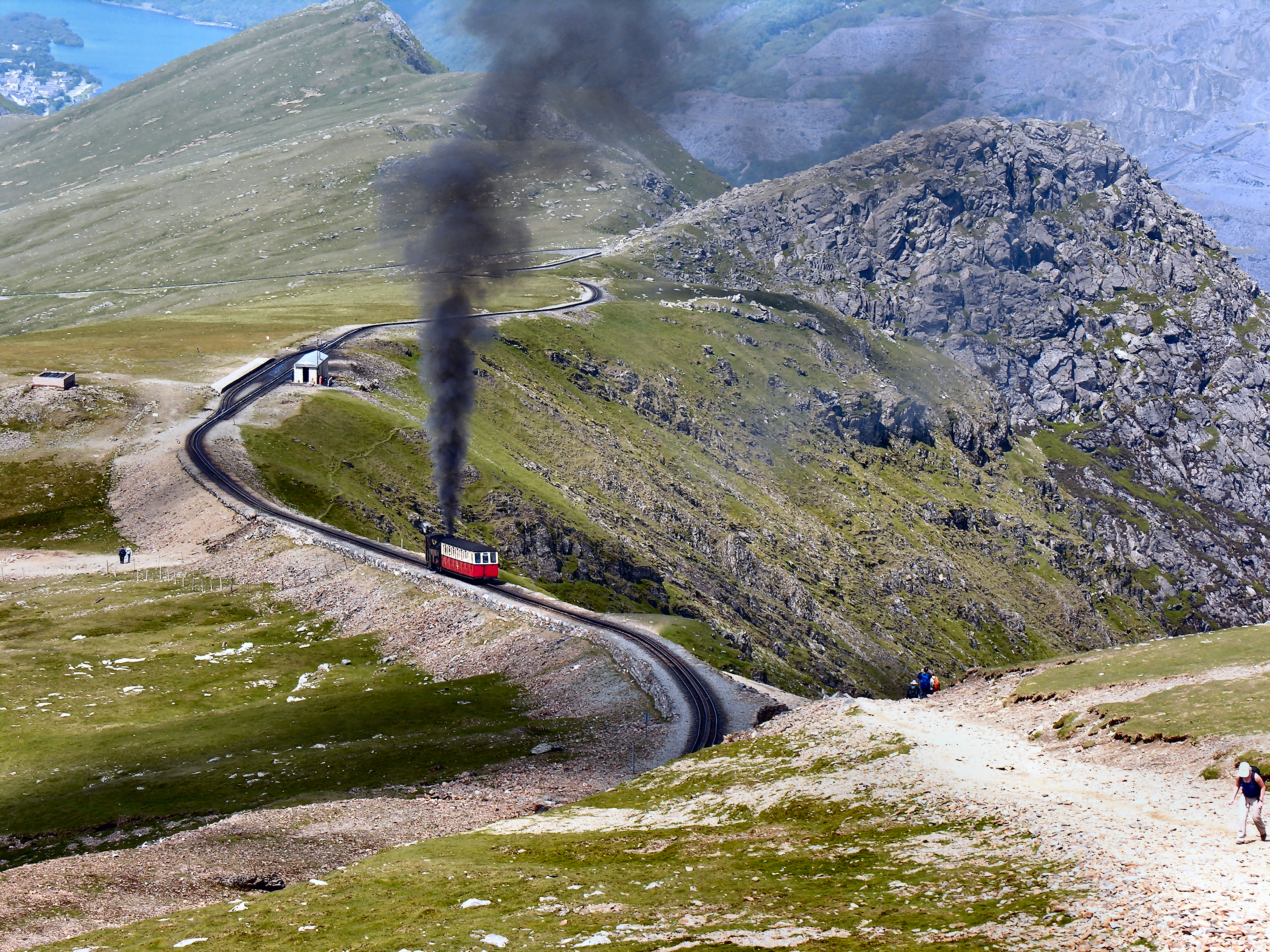
La Snowdon Mountain Railway

Yr Wyddfa (in gallese Yr Wyddfa, pron.: /əɾ ˈwɪðva/, in inglese Snowdon) è, con i suoi 1.086 metri di altezza, il monte più elevato del Galles e - al tempo stesso - il monte più alto in Gran Bretagna tra quelli situati a sud delle Highlands: si trova nella contea di Gwynedd (Galles nord-occidentale), all'interno del parco nazionale (la Eryri) a cui dà il nome e fa parte del Massiccio dello Yr Wyddfa.
Si tratta di una delle montagne di più antica origine sulla Terra.

## Etimologia
Il nome Snowdon deriva dall'antico inglese snow dun, che significa "cima innevata", per via della persistenza della neve per diversi mesi.
In gallese, il monte è chiamato invece Yr Wyddfa, che significa "la tomba", in quanto - secondo la leggenda - è ritenuto il luogo dove è sepolto il gigante Rhita Gawr, qui ucciso da Re Artù.
Un altro nome in gallese del monte è Eryri, nome con cui ora si indica più genericamente la Snowdonia e che significa forse "nido delle aquile".

## Geografia
Lo Snowdon si trova nella parte nord-occidentale del Parco Nazionale di Snowdonia, a sud della città di Llanberis e a nord del villaggio di Beddgelert, a picco sul lago chiamato Llyn Llydaw.
Dalla sommità dello Snowdon, si può godere di una vista che spazia dall'Inghilterra (fino all'Isola di Man), all'Irlanda, alla Scozia.

## Geologia

### Composizione
Il monte Snowdon si compone di varie rocce, per lo più di origine vulcanica, quali la riolite e la dolerite.

### Origine
Come detto, lo Snowdon è una delle montagne di più antica origine sulla Terra: la sua formazione risale infatti, con ogni probabilità, a circa 400.000.000 di anni fa.
La sua altezza originaria fu in seguito notevolmente ridotta durante le glaciazioni, raggiungendo quella attuale tra i 4.000.000 e i 6.000.000 di anni fa.

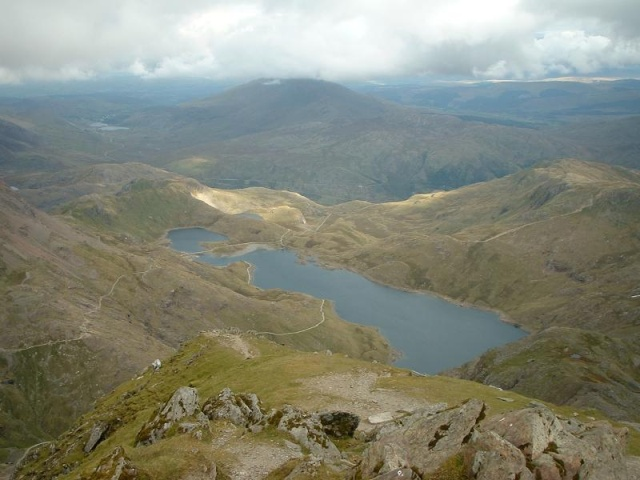
Veduta dalla cima monte Snowdon

## Storia
Sin dall'Età del Bronzo, iniziò lo sfruttamento delle risorse minerarie (rame) del monte. Vere e proprie miniere furono aperte in Epoca vittoriana.
Nel 1639 fu compiuto il primo tentativo ufficialmente noto di ascesa alla vetta dello Snowdon, ad opera del botanico Thomas Johnson (1600-1644 ca.). In realtà, pare che le prime scalate alla vetta risalgano già almeno al XII secolo.
In seguito, altri personaggi famosi descrissero la vetta dello Snowdon: tra questi, vi è lo scrittore inglese Daniel Defoe (1659/1661 - 1731), che definì il monte "una vetta mostruosa".
L'ascesa alla montagna divenne popolare però solamente a partire dal 1781, quando il naturalista gallese Thomas Pennant (1726-1798), noto per i suoi libri dedicati alle bellezze naturalistiche del suo Paese, raccontò la sua esperienza nel suo scritto Journey to Snowdon.
Nel 1820 fu aperto il primo rifugio nella sommità dello Snowdon. Si tratta del più antico punto di ristoro che sia mai stato aperto in cima ad un monte.
L'ascesa alla vetta era possibile, a quell'epoca, soprattutto montando in sella a dei pony finché, nel 1896, non fu inaugurata una ferrovia a cremagliera, la Snowdon Mountain Railway (in gallese: Rheilffordd yr Wyddfa), che collega la città di Llanberis alla sommità dello Snowdon.

La ferrovia nacque da un'idea di Richard Moon e George Assheton Smith. I lavori di costruzione durarono due anni.

Proprio nel giorno dell'inaugurazione, accadde l'unico incidente finora verificatosi nella linea, incidente che causò una vittima.
Nel 1904 furono fatti i primi tentativi di salire alla vetta a bordo di un'automobile, entrambi ad opera di Harvey Du Cross e Charles Sangster: i due, partiti da Birmingham, tentarono una prima volta l'ascesa a bordo di una Ariel il 27 gennaio, ma, a causa delle avverse condizioni meteorologiche, dovettero rinunciare a riaggiungere la vetta e si fermarono presso la Clogwyn Station, ovvero a metà del percorso di ascesa; l'impresa riuscì invece al secondo tentativo, effettuato il 26 maggio, quando i due raggiunsero la vetta in una sola giornata.

In seguito, il loro "record" fu più volte migliorato.
Risale invece al 1924 l'ascesa più veloce allo Snowdon fatta in sella ad una motocicletta. A partire dal 1951, tuttavia, le ascese in moto sono state bandite.
Nella primavera del 2009 è stato inaugurato in cima allo Snowdon lo Hafod Eryri, un centro per i visitatori.

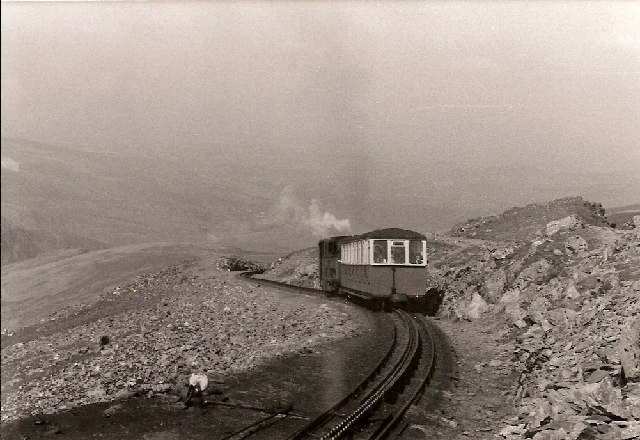
La Snowdon Mountain Railway nel 1971

## Flora e fauna
Nello Snowdon trovano ospitalità vari insetti e piante rare (tra cui un particolare tipo di pianta carnivora).

## Clima
Nella cima dello Snowdon si registrano temperature che vanno dai +30 °C in estate ai -20° d'inverno.
La montagna è solitamente innevata da ottobre ad inizio giugno. Sulla cima cadono mediamente 508 centimetri di pioggia l'anno.

## Turismo
La vetta dello Snowdon viene visitata ogni anno da 350.000 persone.
Per salire alla cima dello Snowdon, molti turisti si servono della Snowdon Mountain Railway, che parte da Llanberis e - con tappa intermedia nella Clogwyn Station - arriva in cima in circa 60 minuti.

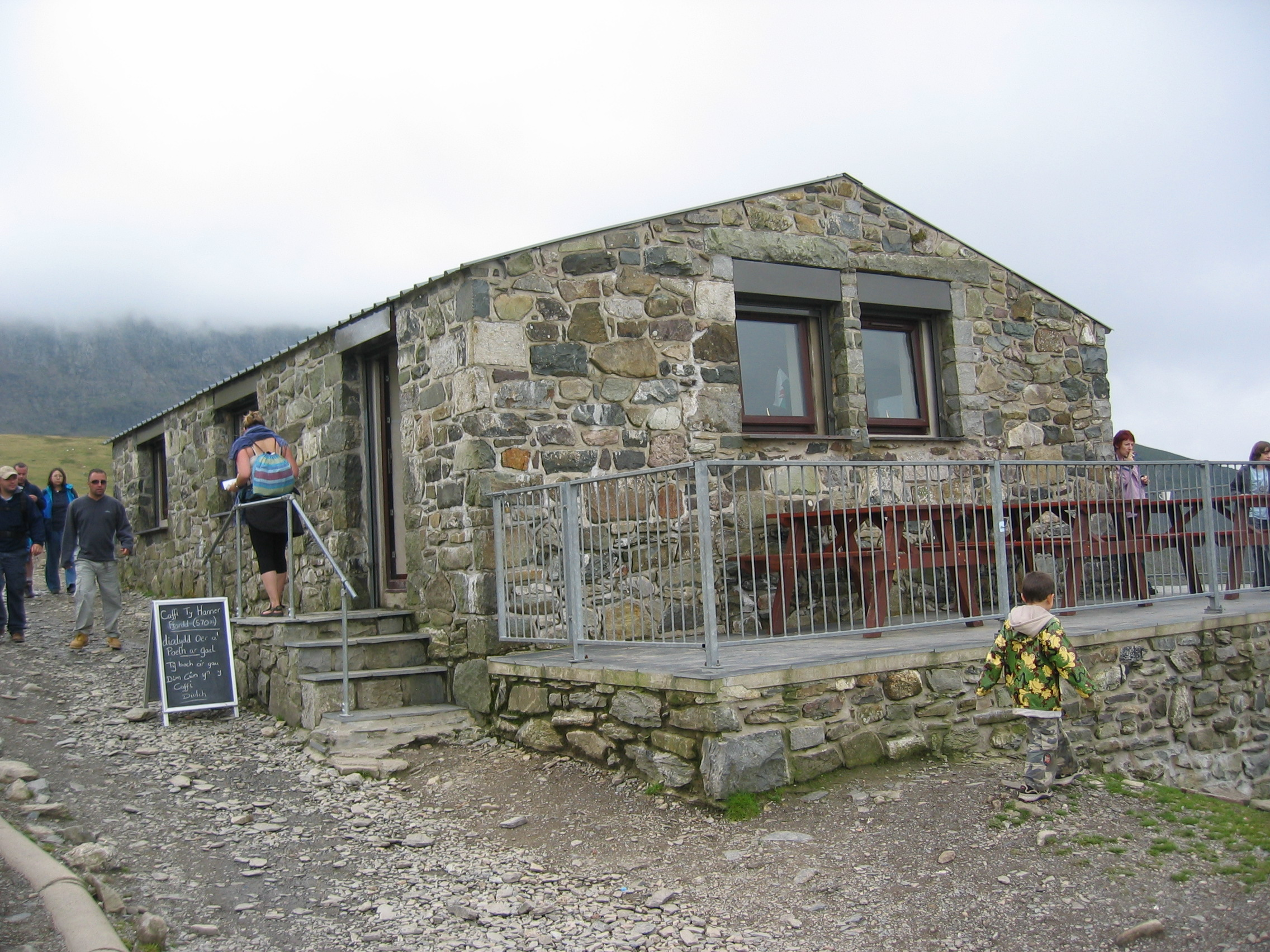
Rifugio presso la Clogwyn Station, sul monte Snowdon

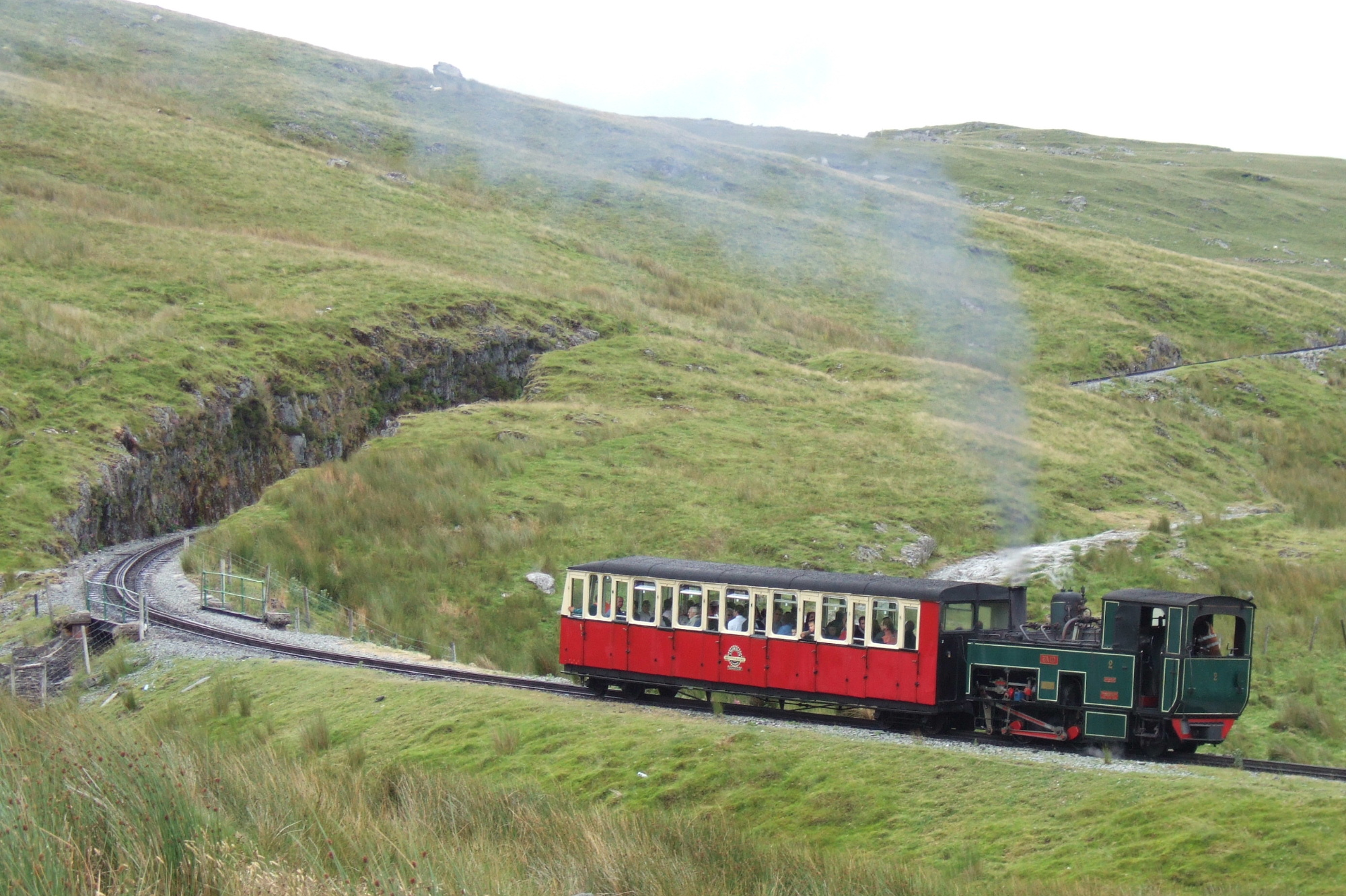
Locomotiva e carrozza della Snowdon Mountain Railway

## Sport
Lo Snowdon è incluso, insieme al Ben Nevis (Scozia) e al Scafell Pike (Inghilterra), nel percorso noto come National Three Peaks Challenge.
Per gli scalatori, l'ascesa e la discesa dello Snowdon dura normalmente dalle 5 alle 6 ore.